# Friedrich Wilhelm Bessel-Forschungspreis
Der Friedrich Wilhelm Bessel-Forschungspreis ist nach dem deutschen Mathematiker und Astronomen Friedrich Wilhelm Bessel (1784–1846) benannt.
Der Friedrich Wilhelm Bessel-Forschungspreis wird seit 2001 an exzellente Wissenschaftler aus dem Ausland vergeben, deren Promotion nicht länger als 18 Jahre zurückliegt und die durch ihre wissenschaftlichen Aktivitäten bereits internationale Anerkennung gefunden haben. Der Preis ist mit 60.000 Euro dotiert (Stand 2025) und der Preisträger ist eingeladen, selbst gewählte Forschungsvorhaben in Deutschland durchzuführen. Die Nominierung erfolgt durch Wissenschaftler in Deutschland. Jedes Jahr werden bis zu 25 Preise verliehen.

## Preisträger (Auszug)
- 2001 Bruce Allen, Yourii B. Ovchinnikov, Peter J. Hirschfeld, Krassimir Danov, Eric Suraud, Naveen Garg
- 2002 Ezenwa Oaheto, Victor Kozlov
- 2003 Igor L. Fedushkin
- 2004 David McAlpine, Soo-Jong Rey, Oliver Smithies
- 2005 Roland Bürgmann, Mark Tuckerman, Luis Chiappe, Ilan Marek
- 2006 Ashutosh Sharma, Chang Chang Xi
- 2007 Adrian Constantin, Lorenzo Perilli
- 2008 Guy Moore
- 2009 Stephan Roche
- 2010 Markus Aspelmeyer, Musa W. Dube
- 2011 Kaustav Banerjee[1], Christian W. Bauer, Penelope Evelyn Haxell
- 2012 Olivier Remaud, Thomas W. Baumgarte, Michael Glickman, Hoang Nguyen The
- 2013 Thomas Lörting
- 2015 Ulrike Malmendier, Song-I Han[2]
- 2016 Vincenzo Grillo,[3][4] Harald Pfeiffer, Javier Ballesteros Paredes, Tim M.P. Tait, Markus Kraft[5]
- 2017 Deji Akinwande, Magali Isabelle Billen
- 2018 Manuel Bibes[6], Laura Herz
- 2021 Philip Walther[7]
- 2022 Eva Miranda[8], Adam Jatowt[9]
- 2023 Xiao-Ming Liu[10]

## Hintergrund
Der Preis wird durch das deutsche Bundesministerium für Bildung und Forschung finanziert und durch die Alexander-von-Humboldt-Stiftung verliehen. Er wurde 2001 im Rahmen des Zukunftsinvestitionsprogramms der Bundesregierung ins Leben gerufen, das durch die Einnahmen der UMTS-Versteigerung möglich wurde. Die zunächst zeitlich befristete Preisvergabe wurde 2003 verstetigt.